# 이름 없는 여자
《이름 없는 여자》는 2017년 4월 24일부터 2017년 9월 15일 까지 방영된 KBS 2TV 저녁 일일 드라마이다.
출생의 비밀, 얽히고 설킨 가족 관계, 방화, 주변인들의 죽음 등 매회 31년 간 자극적인 사건들로 '막장 드라마'란 혹평을 받았으나 해피 엔딩으로 끝났다.

## 기획의도
지극한 모성애 때문에 충돌하는 두 여자를 통해 여자보다 강한 두 엄마의 여정을 그린 드라마

## 등장인물
- (†) 표시는 드라마 상에서 최종적으로 사망한 인물이다.

### 주요 인물
- 오지은 : 손여리 / 윤설(33세) 역 - 변호사 → 위드그룹의 법무팀 변호사 → 위드그룹 디자이너, 주호의 양딸, 봄의 생모, 지원의 친딸
- 배종옥 : 홍지원(50대) 역 - 도영의 후처, 여리와 해성의 생모, 해주의 의붓어머니
- 박윤재 : 구도치(35세) 역 - 도영의 이복동생, 여리의 연인 → 남편, 봄의 양부, 배우 → 위드그룹 경영본부장
- 서지석 : 김무열(35세) 역 - 여리의 첫사랑이자 해주의 남편, 봄의 친부, 위드그룹 실장
- 최윤소 : 구해주(33세) 역 - 위드그룹 외동딸이자 도영과 미희의 딸, 지원의 의붓딸

### 손여리의 주변 인물
- 한갑수 : 손주호(60세) 역 - 위드그룹 전 운전기사, 여리의 양아버지
- 서권순 : 서말년(60대) 역 - 전직 사채업자, 여리의 교도소 동기이자 양어머니, 죽은 윤설의 어머니.
- 선동혁 : 윤기동(60대) 역 - 전직 형사, 말년의 남편, 여리의 양아버지, 죽은 윤설의 아버지
- 박준혁 : 올리버 장(40세) 역 - 의사 출신의 셰프, 과거 죽은 윤설의 약혼남이자 애녹의 연인

### 홍지원의 주변 인물
- 변우민 : 구도영(50대) 역 - 위드그룹의 회장, 지원의 남편이자 도치의 이복형
- 주승혁 : 구해성(8세) 역 † - 도영과 지원의 외아들, 백혈병 투병으로 사망
- 최현준 : 김가야(12세) 역 † - 해주와 무열 부부의 이란성 쌍둥이 오빠(실은 봄의 이복 동생)
- 김지안 : 김마야 / 손봄 (12세) 역 - (아역: 김규리) 해주, 무열 부부의 이란성 쌍둥이 동생, 사실은 여리의 친딸.

### 김무열의 주변 인물
- 방은희 : 장애녹(50대) 역 - 무열과 열매의 어머니
- 이인하 : 김열매(20대 후반) 역 - 무열의 여동생, 봄의 고모

### 구도치의 주변 인물
- 여훈민 : 장구(짱구)(20대) 역 - 도치의 매니저

### 그 외 인물
- 한지우 : 한소라 역 - 도치의 약혼녀, 톱 여배우
- 김서라 : 최미희 / 안젤라 최 역 - 해주의 친엄마, 도영의 전 부인
- 김태영 : 김준명(김박사) 역 - 도영 집안의 주치의
- 조예린 : 김봄(켈리 김) 역 - 마야의 친한 친구
- 박소정 : 김순미 역 - 김봄의 엄마
- 조선묵 : 김재구 역 - 위드그룹의 변호사
- 유지연 : 방장 역 - 죄수번호 104, 여리의 교도소 동기
- 현숙희 : 정희숙 역 - 마야의 보육원 원장
- 김지은 : 이화영 역 - 도치를 고소한 여자
- 김사희 : 도영의 내연녀 역
- 고진명 : 지원의 보육원 원장 역
- 김사훈 : 소라의 내연남 역
- 최윤준 : 사랑보육원 출신 목격자 역
- 정동규 : 김 이사 역
- 김광현 : 의사 역
- 백보람 : 쇼호스트 주원 역
- 유상재 : 형사 이필규 역
- 정종현 : 경감 오기섭 역
- 변주현 : 사채업자 역
- 송경의 : 공장장 역
- 홍승범 : 의사 역
- 윤종원 : 검사 역
- 조성희 : 김 비서 역
- 신현아 : 승무원 역
- 최석구 : 김콩순 역 - 가야, 마야의 큰 아빠
- 이윤상
- 성현미
- 유지연
- 이장미
- 신선희
- 차상미
- 김광인
- 윤진
- 김은경
- 김광태
- 서지연
- 이미경
- 권기주
- 이택근
- 최영
- 전헌태
- 최라윤
- 강태식
- 구중림
- 송경화
- 함진성
- 이종성
- 장문규
- 최남욱
- 이서율
- 이선영
- 김주아
- 권태진
- 이태겸
- 권선영
- 강문경
- 홍석연
- 정석규
- 윤해민
- 문우진
- 이창
- 이대은
- 박소유
- 안찬웅
- 나재균
- 강민정
- 지성근
- 염수진
- 김명중
- 신원우
- 최현종
- 권성현
- 조문홍
- 김지현
- 김재일
- 문정수
- 이수빈
- 홍환표
- 공재원
- 현영임
- 김범용
- 공민규
- 윤갑수
- 권영경
- 양재원
- 정미혜
- 이용규
- 고명우
- 윤미향
- 이현
- 김선은
- 이은석
- 한창현
- 이원장
- 함진성

## 시청률
최저 시청률과 최고 시청률은 시청률 조사회사와 지역별로 시청률에 차이가 있을 수 있습니다.
| 2017년      | 2017년      | 2017년         | 2017년       | 2017년         | 2017년       |
| 회차        | 방송일      | TNmS 시청률    | TNmS 시청률  | AGB 시청률     | AGB 시청률   |
| 회차        | 방송일      | 대한민국(전국) | 서울(수도권) | 대한민국(전국) | 서울(수도권) |
| ----------- | ----------- | -------------- | ------------ | -------------- | ------------ |
| 제1회       | 4월 24일    | 19.7%          | 17.1%        | 16.7%          | 15.1%        |
| 제2회       | 4월 25일    | 18.8%          | 16.5%        | 16.4%          | 14.6%        |
| 제3회       | 4월 26일    | 17.0%          | 15.5%        | 14.8%          | 13.7%        |
| 제4회       | 4월 27일    | 18.1%          | 16.4%        | 14.4%          | 13.1%        |
| 제5회       | 4월 28일    | 15.5%          | 13.1%        | 13.4%          | 12.4%        |
| 제6회       | 5월 1일     | 17.1%          | 15.2%        | 15.0%          | 13.0%        |
| 제7회       | 5월 2일     | 15.8%          | 14.0%        | 12.4%          | 11.4%        |
| 제8회       | 5월 3일     | 17.3%          | 15.8%        | 14.4%          | 12.8%        |
| 제9회       | 5월 4일     | 19.0%          | 17.7%        | 15.0%          | 13.6%        |
| 제10회      | 5월 5일     | 17.6%          | 16.7%        | 15.4%          | 13.4%        |
| 제11회      | 5월 8일     | 19.0%          | 17.8%        | 16.0%          | 14.0%        |
| 제12회      | 5월 9일     | 13.5%          | 13.6%        | 11.4%          | 10.3%        |
| 제13회      | 5월 10일    | 17.0%          | 14.9%        | 14.6%          | 13.7%        |
| 제14회      | 5월 11일    | 19.4%          | 17.3%        | 17.1%          | 15.9%        |
| 제15회      | 5월 12일    | 18.8%          | 16.3%        | 17.6%          | 16.0%        |
| 제16회      | 5월 15일    | 21.1%          | 19.9%        | 17.7%          | 16.8%        |
| 제17회      | 5월 16일    | 19.1%          | 16.1%        | 17.1%          | 15.5%        |
| 제18회      | 5월 17일    | 19.6%          | 17.2%        | 16.5%          | 14.9%        |
| 제19회      | 5월 18일    | 18.4%          | 15.7%        | 16.1%          | 14.0%        |
| 제20회      | 5월 19일    | 19.9%          | 17.0%        | 17.7%          | 16.5%        |
| 제21회      | 5월 22일    | 19.5%          | 18.2%        | 16.2%          | 14.8%        |
| 제22회      | 5월 24일    | 18.4%          | 15.4%        | 16.2%          | 14.1%        |
| 제23회      | 5월 25일    | 18.1%          | 15.6%        | 16.0%          | 14.9%        |
| 제24회      | 5월 29일    | 15.4%          | 15.0%        | 14.9%          | 13.3%        |
| 제25회      | 5월 31일    | 16.6%          | 15.8%        | 13.6%          | 11.7%        |
| 제26회      | 6월 1일     | 17.1%          | 15.5%        | 15.6%          | 13.5%        |
| 제27회      | 6월 2일     | 17.9%          | 17.3%        | 16.3%          | 15.3%        |
| 제28회      | 6월 5일     | 16.3%          | 14.7%        | 16.2%          | 14.7%        |
| 제29회      | 6월 6일     | 19.8%          | 17.9%        | 17.4%          | 15.8%        |
| 제30회      | 6월 7일     | 18.2%          | 16.0%        | 15.0%          | 12.6%        |
| 제31회      | 6월 8일     | 16.9%          | 14.3%        | 15.0%          | 13.4%        |
| 제32회      | 6월 9일     | 15.9%          | 15.0%        | 15.4%          | 14.6%        |
| 제33회      | 6월 12일    | 17.6%          | 16.1%        | 15.9%          | 14.8%        |
| 제34회      | 6월 13일    | 17.2%          | 15.3%        | 15.5%          | 14.4%        |
| 제35회      | 6월 14일    | 16.0%          | 14.3%        | 14.9%          | 13.6%        |
| 제36회      | 6월 15일    | 16.6%          | 15.1%        | 15.6%          | 14.1%        |
| 제37회      | 6월 16일    | 16.8%          | 15.5%        | 14.3%          | 12.7%        |
| 제38회      | 6월 19일    | 17.8%          | 16.5%        | 16.4%          | 15.9%        |
| 제39회      | 6월 20일    | 19.1%          | 16.5%        | 16.8%          | 15.5%        |
| 제40회      | 6월 21일    | 16.8%          | 14.5%        | 14.8%          | 13.2%        |
| 제41회      | 6월 22일    | 18.6%          | 17.1%        | 15.5%          | 14.7%        |
| 제42회      | 6월 23일    | 18.5%          | 16.0%        | 16.7%          | 15.3%        |
| 제43회      | 6월 26일    | 18.0%          | 16.4%        | 17.9%          | 16.4%        |
| 제44회      | 6월 27일    | 18.3%          | 16.4%        | 17.0%          | 15.2%        |
| 제45회      | 6월 28일    | 16.6%          | 15.1%        | 15.0%          | 13.2%        |
| 제46회      | 6월 29일    | 16.4%          | 14.5%        | 16.0%          | 14.4%        |
| 제47회      | 6월 30일    | 21.4%          | 17.9%        | 16.2%          | 14.7%        |
| 제48회      | 7월 3일     | 21.0%          | 18.3%        | 18.0%          | 16.3%        |
| 제49회      | 7월 4일     | 20.0%          | 17.3%        | 17.0%          | 14.7%        |
| 제50회      | 7월 5일     | 19.6%          | 16.4%        | 16.0%          | 14.9%        |
| 제51회      | 7월 6일     | 20.3%          | 16.9%        | 16.2%          | 14.9%        |
| 제52회      | 7월 7일     | 22.3%          | 20.2%        | 18.3%          | 16.8%        |
| 제53회      | 7월 10일    | 22.5%          | 19.5%        | 17.5%          | 16.7%        |
| 제54회      | 7월 11일    | 20.0%          | 17.4%        | 17.4%          | 16.4%        |
| 제55회      | 7월 12일    | 19.6%          | 16.6%        | 15.6%          | 14.4%        |
| 제56회      | 7월 13일    | 20.8%          | 18.0%        | 17.3%          | 16.2%        |
| 제57회      | 7월 14일    | 19.2%          | 15.5%        | 17.6%          | 15.5%        |
| 제58회      | 7월 17일    | 23.3%          | 19.5%        | 18.6%          | 15.9%        |
| 제59회      | 7월 18일    | 21.5%          | 18.3%        | 18.6%          | 16.7%        |
| 제60회      | 7월 19일    | 20.9%          | 17.4%        | 18.9%          | 16.8%        |
| 제61회      | 7월 20일    | 19.8%          | 16.9%        | 18.2%          | 16.5%        |
| 제62회      | 7월 21일    | 21.1%          | 18.2%        | 18.3%          | 17.0%        |
| 제63회      | 7월 24일    | 24.0%          | 18.7%        | 20.2%          | 18.3%        |
| 제64회      | 7월 25일    | 22.9%          | 18.4%        | 18.6%          | 16.4%        |
| 제65회      | 7월 26일    | 21.6%          | 17.2%        | 18.0%          | 16.5%        |
| 제66회      | 7월 27일    | 22.4%          | 19.2%        | 20.1%          | 18.7%        |
| 제67회      | 7월 28일    | 21.6%          | 17.1%        | 19.1%          | 17.6%        |
| 제68회      | 7월 31일    | 22.6%          | 17.3%        | 20.3%          | 18.4%        |
| 제69회      | 8월 1일     | 22.0%          | 17.9%        | 19.0%          | 18.1%        |
| 제70회      | 8월 2일     | 21.0%          | 17.1%        | 19.3%          | 17.3%        |
| 제71회      | 8월 3일     | 21.7%          | 17.4%        | 19.5%          | 18.2%        |
| 제72회      | 8월 4일     | 20.2%          | 16.2%        | 19.3%          | 18.2%        |
| 제73회      | 8월 7일     | 21.3%          | 17.2%        | 18.6%          | 16.6%        |
| 제74회      | 8월 8일     | 22.6%          | 18.3%        | 19.5%          | 18.0%        |
| 제75회      | 8월 9일     | 22.8%          | 19.3%        | 18.8%          | 16.8%        |
| 제76회      | 8월 10일    | 23.5%          | 19.5%        | 19.4%          | 18.5%        |
| 제77회      | 8월 11일    | 19.2%          | 16.4%        | 18.0%          | 15.9%        |
| 제78회      | 8월 14일    | 23.1%          | 18.8%        | 20.2%          | 18.2%        |
| 제79회      | 8월 15일    | 20.8%          | 16.9%        | 19.5%          | 17.9%        |
| 제80회      | 8월 16일    | 22.2%          | 18.6%        | 18.9%          | 16.7%        |
| 제81회      | 8월 17일    | 22.8%          | 19.0%        | 20.4%          | 19.0%        |
| 제82회      | 8월 18일    | 23.4%          | 18.0%        | 21.4%          | 19.9%        |
| 제83회      | 8월 21일    | 24.2%          | 20.3%        | 20.7%          | 18.8%        |
| 제84회      | 8월 22일    | 23.8%          | 18.7%        | 20.8%          | 18.6%        |
| 제85회      | 8월 23일    | 23.9%          | 19.5%        | 20.9%          | 19.2%        |
| 제86회      | 8월 24일    | 24.1%          | 19.0%        | 20.7%          | 18.5%        |
| 제87회      | 8월 25일    | 21.4%          | 17.4%        | 19.8%          | 17.9%        |
| 제88회      | 8월 28일    | 23.5%          | 18.7%        | 21.9%          | 20.4%        |
| 제89회      | 8월 29일    | 23.6%          | 19.4%        | 20.4%          | 18.4%        |
| 제90회      | 8월 30일    | 24.6%          | 21.1%        | 20.8%          | 19.0%        |
| 제91회      | 8월 31일    | 23.7%          | 20.7%        | 21.1%          | 19.1%        |
| 제92회      | 9월 1일     | 23.5%          | 18.7%        | 19.9%          | 17.7%        |
| 제93회      | 9월 4일     | 25.1%          | 20.5%        | 21.6%          | 19.7%        |
| 제94회      | 9월 5일     | 23.6%          | 19.8%        | 22.5%          | 20.9%        |
| 제95회      | 9월 6일     | 25.0%          | 21.9%        | 23.3%          | 21.6%        |
| 제96회      | 9월 7일     | 23.3%          | 20.2%        | 20.6%          | 19.5%        |
| 제97회      | 9월 8일     | 23.8%          | 19.4%        | 21.1%          | 19.5%        |
| 제98회      | 9월 11일    | 26.3%          | 22.7%        | 22.8%          | 20.9%        |
| 제99회      | 9월 12일    | 25.5%          | 21.6%        | 23.8%          | 21.7%        |
| 제100회     | 9월 13일    | 24.2%          | 19.6%        | 21.5%          | 19.9%        |
| 제101회     | 9월 14일    | 23.7%          | 20.1%        | 22.0%          | 19.7%        |
| 제102회     | 9월 15일    | 25.3%          | 21.4%        | 21.8%          | 20.6%        |
| 평균 시청률 | 평균 시청률 | 20.3%          | 17.4%        | 17.8%          | 16.2%        |

## 결방 사유 및 연장
- 이름 없는 여자 방영 분량이 100부작에서 2회 연장되어 102부작으로 변경 및 확정되었다.

## 같이 보기
- 대한민국의 텔레비전 드라마 목록 (ㅇ)
- 2017년 대한민국의 텔레비전 드라마 목록